# Église catholique en Afghanistan

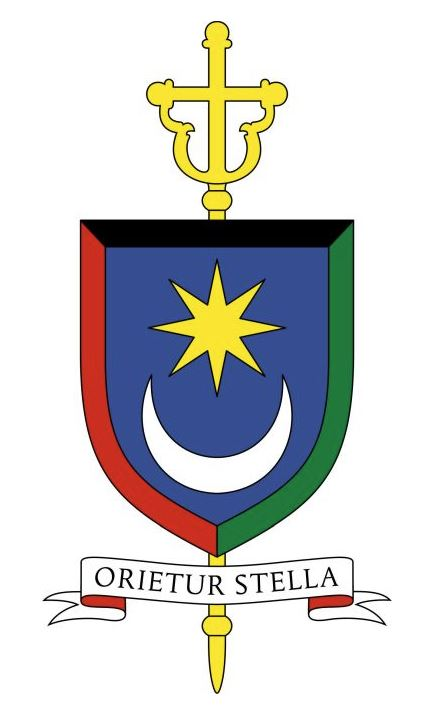
Blason de la mission sui juris d'Afghanistan

L'Église catholique en Afghanistan est une partie intégrante de l'Église catholique universelle sous l'autorité spirituelle du pape à Rome. L'Afghanistan est majoritairement musulman.La communauté chrétienne afghane compterait 3000 à 5000 fidèles.
La seule église catholique du pays est une chapelle située dans l'ambassade italienne à Kaboul. En fait, juste un peu plus de 200 catholiques fréquentent la messe dans cette unique chapelle.
La liberté de religion (en) a été difficile à obtenir, spécialement sous le régime des Talibans. Le 16 mai 2002, le pape Jean-Paul II a érigé une mission sui juris pour l'Afghanistan avec le père Giuseppe Moretti comme supérieur.
En 2004, les Missionnaires de la Charité arrivèrent à Kaboul pour offrir de l'aide humanitaire.

## Histoire

### Missionsui juris
Le 16 mai 2002, la mission sui juris d'Afghanistan, c'est-à-dire une juridiction pré-diocésienne, a été créée pour l'Afghanistan. Le 14 novembre 2014, le pape François a nommé Giovanni M. Scalese en tant que le supérieur ecclésiastique de cette mission.
En 2021, après l'offensive des talibans, la communauté catholique n'existe plus. La plupart des religieux et religieuse présent sur le territoire ont quitté le pays avant la chute de la république islamique d'Afghanistan.

## Annexe